# Suhaj (gouvernement)
Suhaj (Arabisch: سوهاج) is een van de 29 gouvernementen van Egypte. Het is een van de gouvernementen in de zuidoosthoek van het land die langs een stuk van de rivier de Nijl liggen. De hoofdstad ervan is eveneens Suhaj geheten.
Suhaj behoort met een oppervlakte van ruim 1500 vierkante kilometer tot de kleine gouvernementen van Egypte. Eind 2006 telde het 3.746.377 inwoners, begin 2019 naar schatting 5.193.052.
Het gouvernement Suhaj heette tot ongeveer 1960 Girga, zoals de toenmalige hoofdstad. Toen die hoofdstad verhuisde naar de stad Suhaj, werd de naam van het gouvernement mee gewijzigd.
Belangrijke industrieën in het gouvernement zijn katoen, textiel en voeding.